# Žabonosy
Žabonosy település Csehországban, a Kolíni járásban. Žabonosy Zalešany, Třebovle, Plaňany és Vrbčany településekkel határos. Lakosainak száma 252 fő (2024. január 1.).

## Népesség
A település lakosságának változását az alábbi diagram mutatja:
| Lakosok száma | 472  | 638  | 503  | 428  | 316  | 202  | 232  | 246  | 239  | 252  |
|               | 1869 | 1890 | 1921 | 1950 | 1980 | 2001 | 2017 | 2019 | 2022 | 2024 |